# 우미관

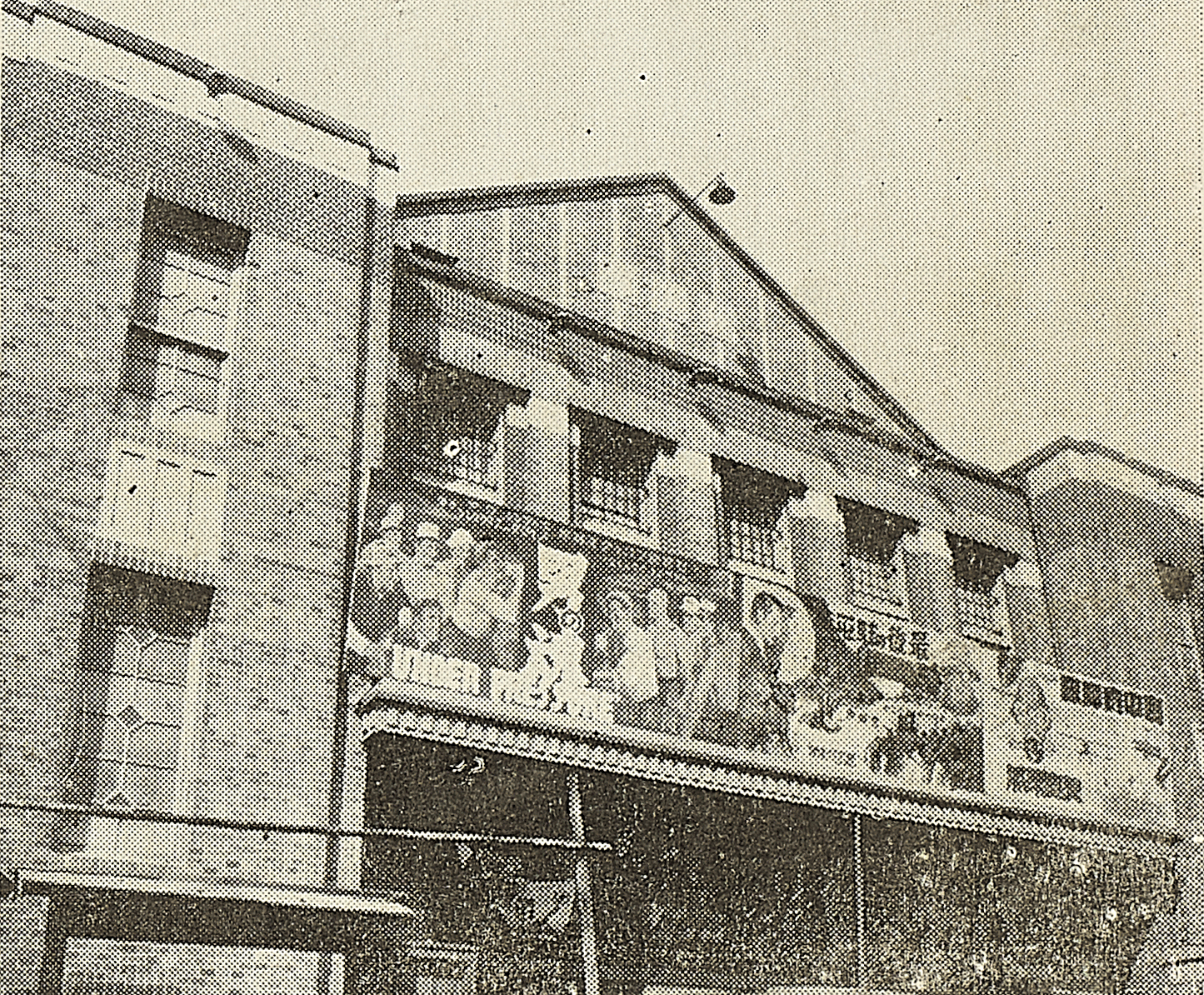
1937년 관철동에 있을 당시 우미관의 모습

우미관(優美館)은 1910년 경성 종로 관철동에 세워진 한국 최초의 상설 영화관이다. 일본인에 의해 고등연예관이라는 이름으로 세워졌고, 1915년에 우미관으로 개칭되었다. 단성사가 1918년 영화 전용관이 되기 전까지는 한국인이 운영하는 서울 내의 유일한 영화관이었다.
당시 수많은 외국 영화를 수입하여 인기를 끌었으며 1920년대에는 한국 최초의 유성 영화를 상영하기도 했다. 광복 후 1959년 화재로 화신백화점 옆으로 이전하였으나 경영난으로 1982년에 폐업하였다.

## 역사
1910년 개관당시 극장은 2층 벽돌 건물에 1,000명 가량이 관람할 수 있는 긴 나무의자를 시설로 갖추었다. 그러나 상영 때마다 항상 2000명이 넘는 관람객으로 들어차 "우미관 구경 안하고 서울 다녀왔다는 말은 거짓말"이라는 말이 생길 정도로 유명했다고 한다. 
개관 당시 이탈리아 영화 《천마》, 미국 영화 《로빈 훗》, 프랑스 영화 《프로티아》, 《환토마> 등을 상영하였으며, 1916년에는 미국의 유니버설 스튜디오와 계약을 맺고 《명금》(The Broken Coin), 《카추샤》, 《몬테크리스토 백작》, 《파우스트》 등 유니버셜사의 작품들을 독점 상영하였다. 찰리 채플린 감독의 《황금광 시대》도 상영하였으며, 1928년에는 한국 최초로 유성 영화를 상영하기도 했다.
이후로도 무성영화와 유성영화 등을 상영하면서 8.15 광복때까지 단성사, 조선극장과 더불어 일류 개봉극장이었으나 1959년에 화재로 인해 화신백화점 옆으로 자리를 옮겼고 1960년부터는 소규모 이류 재개봉극장으로 명맥만 유지되다가 여러 차례의 영업 정지 등으로 인해 적자 운영에 시달려 1982년 11월 30일에 폐업되었고, 폐업 직후 건물을 허물고 상가 건물이 세워졌다.